# پادشاهی بسفور
پادشاهی بسفور یا پادشاهی کیمری بسفر نام دولتی باستانی در کریمه، شبه‌جزیره تامان و کرانه‌های تنگه کرچ بود. این پادشاهی را به نام تنگه بسفر، پادشاهی بسفور نام نهاده‌اند. پادشاهی بسفور دیرپاترین دولت خراج‌گذار روم بود.

## تاریخچه
تاریخچهٔ سکونت در منطقهٔ آینده پادشاهی بسفور به برپایی کلنی‌های یونانی‌نشین بازمی‌گردد. مهمترین این شهرها پانتیکاپایوم (حدود شهر کرچ کنونی) نومفایون و مورمکیون در غرب، و فاناگوریا، گرموناسا (تموترکان کنونی)، کپوی، گرگیپیا و پرتوس سیندیکوس (آناپا) در شرق بودند. سکونت این یونانی‌ها به سدهٔ هفتم پیش از میلاد برمی‌گردد و نخستین کلنی‌نشینان هم اهالی ملط بودند.
برپایهٔ گزارش دیودور سیسیلی میان سال‌های ۴۸۰ تا ۴۳۸ پیش از میلاد پادشاهی از خاندانی حکومتگر به نام آرکایانتید نام می‌برد. میان سال‌های ۴۳۸ تا ۴۳۱ یک تراکیه‌ای به نام اسپارتوکوس با جباریت حکومت منطقه را تصاحب نمود. او دودمانی را برپانمود که به نام خودش اسپارتوکی خوانده‌می‌شد و تا ۱۱۰ پیش از میلاد نیز توانست به حکومت خود ادامه دهد. از آنان آثار چندی به دست امده‌است. فرمانروایان نخستین این خاندان با لقب آرکنت خوانده می‌شدند. پایریسادس پنجم واپسین فرمانروای این دوده هنگامی که در برابر تازش قبایل کوچ‌نشین خود را ناتوان دید، دست به دامان مهرداد ششم پادشاه پنتوس شد. خود پایریسادس ولی به زودی در شورش یکی از سکاهای زیردستش به نام سائوماکوس کشته‌شد.
در سال ۶۳ پیش از میلاد، مهرداد ششم که اکنون بر بسفور نیز فرمان می‌راند، از پومپهٔ رومی شکست خورد و با شمار اندکی از سپاهیانش از کولخیس به کریمه گریخت. در آنجا ماخارس پسر مهرداد نایب‌السلطنهٔ بسفور بود، او میلی برای یاری رسانی به پدر نداشت، پس مهرداد او را کشت و خود مستقیماً فرمانروایی کریمه را بر عهده گرفت و به سربازگیری تدارک سپاهیان برای جنگ با روم پرداخت؛ ولی فارانسس دوم، کوچکترین پسرش به دستیاری رومیان بر پدر شورید. مهرداد که خود را در محاصره می‌دید نیز بهتر دید تا خود به زندگیش پایان دهد.
پس از آن پادشاهی بسفور خراج‌گزار روم شد. فارانسس دوم که پادشاه این دولت شده‌بود در زمان جنگ‌های داخلی ژولیوس سزار کوشید تا به استقلال دست‌یابد، ولی از سزار شکست‌خورد و اندکی پس از آن کشته‌شد. در ۶۲ میلادی، نرون امپراتور روم به دلایلی ناآشکار کوتیس یکم پادشاه بسفور را برکنار نمود و اینچنین تا سال ۶۸ میلادی این سرزمین بخشی از استان موئسیا بود؛ تا آنکه گالبا امپراتور روم تاج و تخت بسفور را به رسکوپوریس یکم پسر کوتیس بازگرداند. در سده‌های سوم و چهارم که دورهٔ مهاجرت‌ها بود، پادشاهی بسفور هم دچار تازش‌های قوم‌های کوچ‌نشین مهاجر گردید. واپسین پادشاه بسفور رسکوپوریس ششم بود که گویا در سدهٔ چهارم میلادی در تازش هونها از میان رفت.

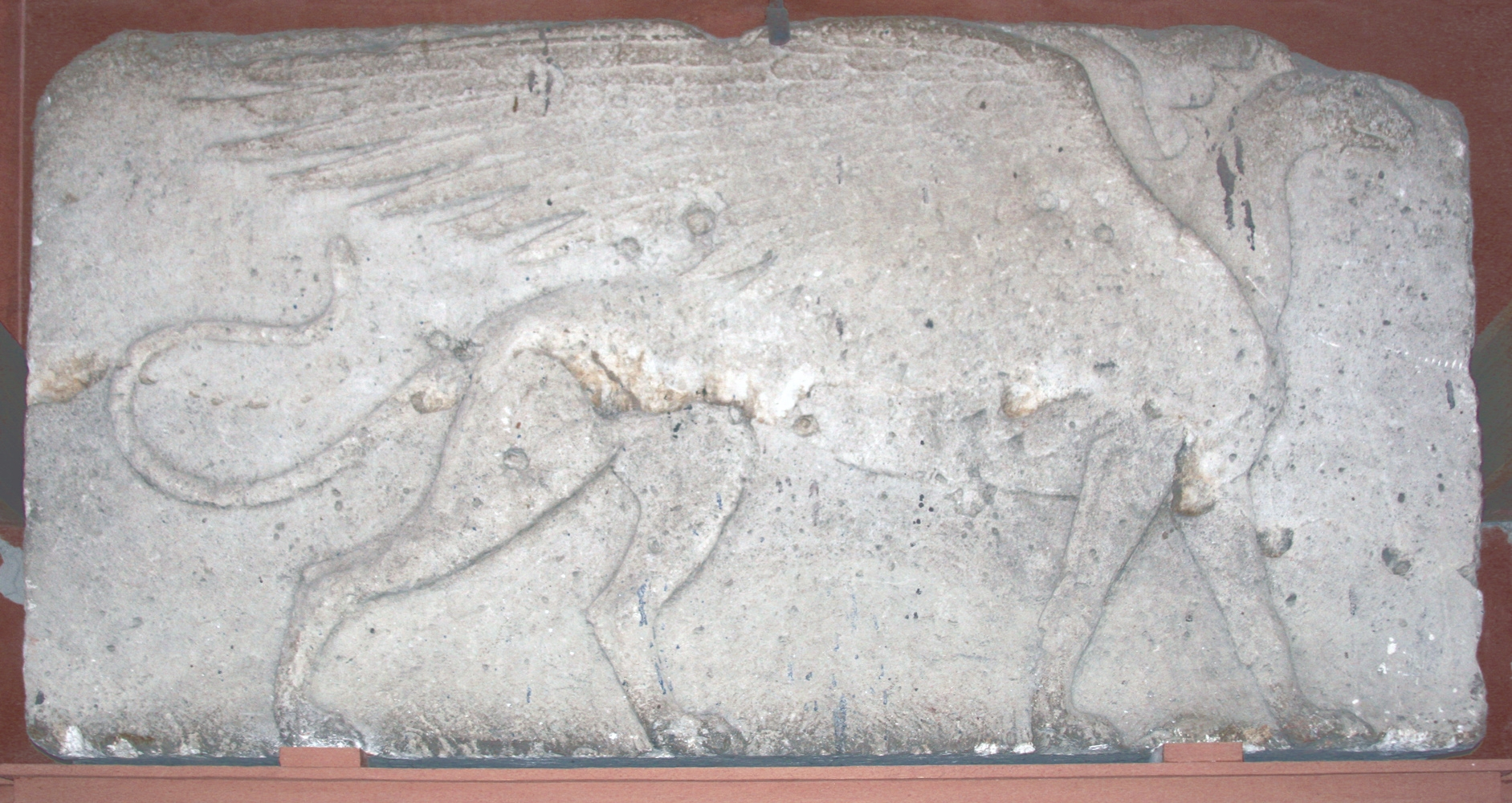
نقش شیردال بر ستونی سنگی از یک آرامگاه باستانی در فاناگوریا مربوط به سده‌های سوم و چهارم پیش از میلاد؛ محل نگاهداری موزهٔ فیودوسیای کریمه